# Prêmio Annie de melhor filme de animação
O Prêmio Annie de Melhor Filme de Animação é um dos Prêmios Annie introduzido em 1992, concedido anualmente ao melhor filme de animação. Em 1998, o prêmio foi renomeado como Ilustre Conquista em um Filme de Animação Teatral (em inglês, Outstanding Achievement in an Animated Theatrical Feature), só retornando a seu título original em 2001. Desde o início da entrega do Oscar de Melhor Filme de Animação, o vencedor do Annie de Melhor Filme de Animação tem acompanhado os vencedores do Oscar em todos os anos, exceto em 2006, 2008, 2010 e 2012.
Notas:
- "†" - Indica o vencedor do Oscar de Melhor Filme de Animação.
- "‡" - Indica um indicado ao Oscar de Melhor Filme de Animação.
- "§" - Indica um indicado ao Oscar de Melhor Filme.

## Vencedores e Indicados

### Década de 1990
| Ano  | Filme                                  | Estúdios                                          |
| ---- | -------------------------------------- | ------------------------------------------------- |
| 1992 | Beauty and the Beast §                 | Walt Disney Feature Animation                     |
| 1992 | Bébé's Kids                            | Hyperiom / Paramount Pictures                     |
| 1992 | FernGully: The Last Rainforest         | 20th Century Fox / FAI Films / Kroyer Films       |
| 1993 | Aladdin                                | Walt Disney Feature Animation                     |
| 1993 | Little Nemo: Adventures in Slumberland | Tokyo Movie Shinsha                               |
| 1993 | Once Upon a Forest                     | 20th Century Fox Animation                        |
| 1994 | The Lion King                          | Walt Disney Feature Animation                     |
| 1994 | Batman: Mask of the Phantasm           | Warner Bros. Animation                            |
| 1994 | The Nightmare Before Christmas         | Touchstone Pictures / Skellington Productions     |
| 1995 | Pocahontas                             | Walt Disney Feature Animation                     |
| 1995 | A Goofy Movie                          | Walt Disney Television Animation                  |
| 1995 | The Swan Princess                      | Crest Animation Productions                       |
| 1996 | Toy Story                              | Pixar / Walt Disney Pictures                      |
| 1996 | The Hunchback of Notre Dame            | Walt Disney Feature Animation                     |
| 1997 | Cats Don't Dance                       | Turner Feature Animation / Warner Bros. Animation |
| 1997 | Hercules                               | Walt Disney Feature Animation                     |
| 1997 | Space Jam                              | Warner Bros. Animation                            |
| 1998 | Mulan                                  | Walt Disney Feature Animation                     |
| 1998 | Anastasia                              | 20th Century Fox Animation                        |
| 1998 | I Married a Strange Person!            | Bill Plympton                                     |
| 1998 | Quest for Camelot                      | Warner Bros. Animation                            |
| 1999 | The Iron Giant                         | Warner Bros. Animation                            |
| 1999 | A Bug's Life                           | Pixar / Walt Disney Pictures                      |
| 1999 | South Park: Bigger, Longer & Uncut     | Paramount Pictures / Comedy Central Films         |
| 1999 | Tarzan                                 | Walt Disney Feature Animation                     |
| 1999 | The Prince of Egypt                    | DreamWorks Animation                              |

### Década de 2000
| Ano  | Filme                                            | Estúdios                                                                               |
| ---- | ------------------------------------------------ | -------------------------------------------------------------------------------------- |
| 2000 | Toy Story 2                                      | Pixar / Walt Disney Pictures                                                           |
| 2000 | Fantasia 2000                                    | Walt Disney Feature Animation                                                          |
| 2000 | The Road to El Dorado                            | DreamWorks Animation                                                                   |
| 2000 | Chicken Run                                      | Aardman Animations / DreamWorks SKG / Pathé                                            |
| 2000 | Titan A.E.                                       | 20th Century Fox Animation                                                             |
| 2001 | Shrek †                                          | DreamWorks Animation / Pacific Data Images                                             |
| 2001 | Blood: The Last Vampire                          | IG Plus / IPA / Sony Computer Entertainment / SPE Visual Works                         |
| 2001 | The Emperor's New Groove                         | Walt Disney Feature Animation                                                          |
| 2001 | Osmosis Jones                                    | Warner Bros. Animation                                                                 |
| 2002 | Spirited Away †                                  | Studio Ghibli                                                                          |
| 2002 | Ice Age ‡                                        | 20th Century Fox Animation / Blue Sky Studios                                          |
| 2002 | Lilo & Stitch ‡                                  | Walt Disney Feature Animation                                                          |
| 2002 | Monsters, Inc. ‡                                 | Pixar / Walt Disney Pictures                                                           |
| 2002 | Spirit: Stallion of the Cimarron ‡               | DreamWorks Animation                                                                   |
| 2003 | Finding Nemo †                                   | Pixar / Walt Disney Pictures                                                           |
| 2003 | Brother Bear ‡                                   | Walt Disney Feature Animation                                                          |
| 2003 | Looney Tunes: Back in Action                     | Warner Bros. Animation                                                                 |
| 2003 | Millennium Actress                               | Go Fish Pictures                                                                       |
| 2003 | The Triplets of Belleville ‡                     | Les Armateurs                                                                          |
| 2004 | The Incredibles †                                | Pixar / Walt Disney Pictures                                                           |
| 2004 | Ghost in the Shell 2: Innocence                  | Go Fish Pictures                                                                       |
| 2004 | Shrek 2 ‡                                        | DreamWorks Animation                                                                   |
| 2004 | The SpongeBob SquarePants Movie                  | Nickelodeon Movies / Paramount Pictures                                                |
| 2005 | Wallace & Gromit: The Curse of the Were-Rabbit † | Aardman Animations / DreamWorks Animation                                              |
| 2005 | Chicken Little                                   | Walt Disney Feature Animation                                                          |
| 2005 | Corpse Bride ‡                                   | Laika Entertainment / Warner Bros. Pictures                                            |
| 2005 | Howl's Moving Castle ‡                           | Studio Ghibli                                                                          |
| 2005 | Madagascar                                       | DreamWorks Animation                                                                   |
| 2006 | Cars ‡                                           | Pixar / Walt Disney Pictures                                                           |
| 2006 | Happy Feet †                                     | Animal Logic Film / Kennedy Miller / Village Roadshow Pictures / Warner Bros. Pictures |
| 2006 | Monster House ‡                                  | Amblin Entertainment / Columbia Pictures / ImageMovers                                 |
| 2006 | Open Season                                      | Columbia Pictures / Sony Pictures Animation                                            |
| 2006 | Over the Hedge                                   | DreamWorks Animation                                                                   |
| 2007 | Ratatouille †                                    | Pixar / Walt Disney Pictures                                                           |
| 2007 | Bee Movie                                        | DreamWorks Animation                                                                   |
| 2007 | Persepolis ‡                                     | Sony Pictures Classics                                                                 |
| 2007 | Surf's Up ‡                                      | Sony Pictures Animation                                                                |
| 2007 | The Simpsons Movie                               | 20th Century Fox Animation                                                             |
| 2008 | Kung Fu Panda ‡                                  | DreamWorks Animation                                                                   |
| 2008 | Bolt ‡                                           | Walt Disney Animation Studios                                                          |
| 2008 | $9.99                                            | Sherman Pictures / Lama Films                                                          |
| 2008 | WALL·E †                                         | Pixar Animation Studios                                                                |
| 2008 | Waltz with Bashir                                | Bridgit Folman / Les Films D'ici / Razor Films / Sony Pictures Classics                |
| 2009 | Up †§                                            | Pixar / Walt Disney Pictures                                                           |
| 2009 | Cloudy with a Chance of Meatballs                | Sony Pictures Animation                                                                |
| 2009 | Coraline ‡                                       | Laika                                                                                  |
| 2009 | Fantastic Mr. Fox ‡                              | 20th Century Fox Animation                                                             |
| 2009 | The Princess and the Frog ‡                      | Walt Disney Animation Studios                                                          |
| 2009 | The Secret of Kells ‡                            | Cartoon Saloon                                                                         |

### Década de 2010
| Ano  | Filmes                                              | Estúdios |
| ---- | --------------------------------------------------- | --- |
| 2010 | How to Train Your Dragon ‡                          | DreamWorks Animation |
| 2010 | Despicable Me                                       | Illumination Entertainment / Universal Pictures                                                                          |
| 2010 | Tangled                                             | Walt Disney Animation Studios                                                                                            |
| 2010 | The Illusionist ‡                                   | Pathé / Django Films |
| 2010 | Toy Story 3 †§                                      | Pixar / Walt Disney Pictures                                                                                             |
| 2011 | Rango †                                             | Nickelodeon Movies / Paramount Pictures                                                                                  |
| 2011 | A Cat in Paris ‡                                    | Folimage |
| 2011 | Arrugas (Wrinkles)                                  | Perro Verde Films, S.L.                                                                                                  |
| 2011 | Arthur Christmas                                    | Aardman Animations, Columbia, Sony Pictures Animation                                                                    |
| 2011 | Cars 2                                              | Pixar / Walt Disney Pictures                                                                                             |
| 2011 | Chico & Rita ‡                                      | Chico & Rita Distribution Limited                                                                                        |
| 2011 | Kung Fu Panda 2 ‡                                   | DreamWorks Animation |
| 2011 | Puss in Boots ‡                                     | DreamWorks Animation |
| 2011 | Rio                                                 | 20th Century Fox Animation / Blue Sky Studios                                                                            |
| 2011 | The Adventures of Tintin: The Secret of the Unicorn | Amblin Entertainment / Columbia / The Kennedy/Marshall Company / Nickelodeon Movies / Paramount Pictures / WingNut Films |
| 2012 | Wreck-It Ralph ‡                                    | Walt Disney Animation Studios                                                                                            |
| 2012 | Brave †                                             | Pixar / Walt Disney Pictures                                                                                             |
| 2012 | Frankenweenie ‡                                     | Walt Disney Pictures |
| 2012 | Hotel Transylvania                                  | Sony Pictures Animation                                                                                                  |
| 2012 | ParaNorman ‡                                        | Laika |
| 2012 | The Pirates! In an Adventure with Scientists ‡      | Aardman Animations, Sony Pictures Animation                                                                              |
| 2012 | The Rabbi's Cat                                     | GKids |
| 2012 | Rise of the Guardians                               | DreamWorks Animation |
| 2013 | Frozen †                                            | Walt Disney Animation Studios                                                                                            |
| 2013 | The Croods ‡                                        | DreamWorks Animation |
| 2013 | Despicable Me 2 ‡                                   | Illumination Entertainment / Universal Pictures                                                                          |
| 2013 | Ernest & Celestine ‡                                | Les Armateurs |
| 2013 | Momo e no Tegami A Letter to Momo                   | Production I.G |
| 2013 | Monsters University                                 | Pixar / Walt Disney Pictures                                                                                             |
| 2013 | The Wind Rises ‡                                    | Studio Ghibli |
| 2014 | How to Train Your Dragon 2 ‡                        | DreamWorks Animation |
| 2014 | Big Hero 6 †                                        | Walt Disney Animation Studios                                                                                            |
| 2014 | Cheatin'                                            | Plymptoons Studio |
| 2014 | Song of the Sea ‡                                   | Cartoon Saloon / GKIDS                                                                                                   |
| 2014 | The Book of Life                                    | Reel FX |
| 2014 | The Boxtrolls ‡                                     | Laika / Focus Features                                                                                                   |
| 2014 | The Lego Movie                                      | Warner Bros. Pictures |
| 2014 | The Tale of the Princess Kaguya ‡                   | Studio Ghibli / GKIDS |
| 2015 | Inside Out †                                        | Pixar / Walt Disney Pictures                                                                                             |
| 2015 | Anomalisa ‡                                         | Paramount Pictures |
| 2015 | The Good Dinosaur                                   | Pixar / Walt Disney Pictures                                                                                             |
| 2015 | The Peanuts Movie                                   | 20th Century Fox Animation / Blue Sky Studios                                                                            |
| 2015 | Shaun the Sheep Movie ‡                             | Aardman Animations |
| 2016 | Zootopia †                                          | Walt Disney Animation Studios                                                                                            |
| 2016 | Finding Dory                                        | Pixar / Walt Disney Pictures                                                                                             |
| 2016 | Kubo and the Two Strings ‡                          | Laika |
| 2016 | Kung Fu Panda 3                                     | DreamWorks Animation |
| 2016 | Moana ‡                                             | Walt Disney Animation Studios                                                                                            |
| 2017 | Coco †                                              | Walt Disney Animation Studios                                                                                            |
| 2017 | The Boss Baby ‡                                     | DreamWorks Animation, 20th Century Fox                                                                                   |
| 2017 | Captain Underpants: The First Epic Movie            | DreamWorks Animation, 20th Century Fox                                                                                   |
| 2017 | Cars 3                                              | Pixar Animation Studios                                                                                                  |
| 2017 | Despicable Me 3                                     | Illumination Entertainment                                                                                               |
| 2018 | Spider-Man: Into the Spider-Verse †                 | Sony Pictures Animation                                                                                                  |
| 2018 | Early Man                                           | Aardman Animations |
| 2018 | Incredibles 2 ‡                                     | Pixar Animation Studios                                                                                                  |
| 2018 | Isle of Dogs ‡                                      | Fox Searchlight Pictures, Indian Paintbrush, American Empirical Pictures                                                 |
| 2018 | Ralph Breaks the Internet ‡                         | Walt Disney Animation Studios                                                                                            |
| 2019 | Klaus ‡                                             | Netflix Animation, The Spa Studios, Atresmedia Cine                                                                      |
| 2019 | Frozen II ‡                                         | Walt Disney Animation Studios                                                                                            |
| 2019 | How to Train Your Dragon: The Hidden World ‡        | DreamWorks Animation, Universal Pictures                                                                                 |
| 2019 | Missing Link                                        | Laika |
| 2019 | Toy Story 4 †                                       | Pixar Animation Studios                                                                                                  |

### Década de 2020
| Ano                                              | Filmes                                 | Estúdios                                                         |
| ------------------------------------------------ | -------------------------------------- | ---------------------------------------------------------------- |
| 2020                                             | Soul †                                 | Pixar Animation Studios                                          |
| 2020                                             | The Croods: A New Age                  | DreamWorks Animation, Universal Pictures                         |
| 2020                                             | Trolls World Tour                      | DreamWorks Animation, Universal Pictures                         |
| 2020                                             | Onward ‡                               | Pixar Animation Studios                                          |
| 2020                                             | The Willoughbys                        | Netflix Animation, BRON Animation, Creative Wealth Media         |
| 2021 (49.º)                                      | The Mitchells vs. the Machines ‡       | Sony Pictures Animation                                          |
| 2021 (49.º)                                      | Encanto †                              | Walt Disney Animation Studios                                    |
| 2021 (49.º)                                      | Luca ‡                                 | Pixar Animation Studios                                          |
| 2021 (49.º)                                      | Raya and the Last Dragon ‡             | Walt Disney Animation Studios                                    |
| 2021 (49.º)                                      | Sing 2                                 | Illumination Entertainment                                       |
| 2022 (50.º)                                      | Guillermo del Toro's Pinocchio †       | Netflix, Double Dare You!, ShadowMachine, The Jim Henson Company |
| 2022 (50.º)                                      | Puss in Boots: The Last Wish ‡         | DreamWorks Animation                                             |
| 2022 (50.º)                                      | The Sea Beast ‡                        | Netflix                                                          |
| 2022 (50.º)                                      | Turning Red ‡                          | Pixar Animation Studios                                          |
| 2022 (50.º)                                      | Wendell & Wild                         | Netflix, Monkeypaw, Gotham Group                                 |
| 2023                                             |                                        |                                                                  |
| Nimona                                           | Annapurna Animation, Netflix           |                                                                  |
| Spider-Man: Across the Spider-Verse              | Sony Pictures Animation                |                                                                  |
| Suzume no Tojimari                               | CoMix Wave Films Inc., STORY inc.      |                                                                  |
| Teenage Mutant Ninja Turtles: Mutant Mayhem      | Paramount Pictures, Nickelodeon Movies |                                                                  |
| Kimitachi wa Dō Ikiru ka (The Boy and the Heron) | Studio Ghibli                          |                                                                  |

## Múltiplas vitórias ou indicações por estúdios
| Wins | Studio                  |
| ---- | ----------------------- |
| 11   | Pixar Animation Studios |
| 8    | Walt Disney Studios     |
| 5    | DreamWorks Animation    |
| 2    | Sony Pictures Animation |
| 2    | Warner Bros. Animation  |

| Indicações | Estúdio                    |
| ---------- | -------------------------- |
| 33         | Walt Disney Studios        |
| 23         | Pixar Animation Studios    |
| 22         | DreamWorks Animation       |
| 10         | Sony Pictures              |
| 9          | Warner Bros.               |
| 8          | 20th Century Fox           |
| 6          | Aardman Animations         |
| 6          | Laika                      |
| 4          | Studio Ghibli              |
| 4          | Paramount Pictures         |
| 4          | Illumination Entertainment |
| 3          | GKIDS                      |
| 3          | Blue Sky Studios           |
| 3          | Columbia Pictures          |
| 2          | Netflix                    |
| 2          | Cartoon Saloon             |
| 2          | Touchstone Pictures        |
| 2          | Go Fish Pictures           |
| 2          | Les Armateurs              |
| 2          | Skellington Productions    |
| 2          | Nickelodeon Movies         |
| 2          | Focus Features             |
| 2          | Production I.G             |
| 2          | Universal Pictures         |
| 2          | Amblin Entertainment       |